# Peștera Osoi
Peștera Osoi (monument al naturii cunoscut și sub denumirea de Peștera din valea Poienii) este o  arie protejată (cavitate reprezentativă pentru Munții Pădurea Craiului) ce corespunde categoriei a III-a IUCN (rezervație naturală de tip speologic), situată în vestul Transilvaniei, pe teritoriul administrativ al județului Bihor. Aceasta este inclusă în situl de importanță comunitară Defileul Crișului Repede - Pădurea Craiului.

## Localizare
La baza versantului drept al văii Poienii, la ≈2 km de confluența cu râul Topa, pe raza comunei Vârciorog, Bihor.

## Descriere
În versantul drept, deasupra văii cu ≈10 m, se află două intrări legate de o peșteră de ≈100m considerată etajul fosil al peșterii Osoi.
Sub aceasta, la nivelul albiei, se deschide intrarea ce scoate la lumină un curs de apă. După un parcurs prin galeria pe jumătate inundată, se ajunge la o galerie fosilă strîmtă. Ea interceptează din nou activul. Preponderent pe partea stîngă a activului se dezvoltă săli și galerii cu o configurație labirintică. Intrările spre această zonă sunt suspendate cu 2 m deasupra apei, formînd un taluz de argilă. Și pardoseala este formată din argilă, uscată doar pe galerii. Un punct de atracție sînt frumoasele stalagmite ce se ridică din noroi. Activul principal mai primește ramificați din ambele părți, apoi continuă ca o galerie unică ce scade treptat în înălțime.
Prin acest laminor au fost parcurși, tîrîș prin apă, peste 1 km dar fără a ajunge la capăt, lungimea peșterii ajungînd la ≈4 km.